# Villingili (Gaafu Alif)
Vilingili (malediw. ވިލިނގިލި) – wyspa na Malediwach; stolica atolu Gaafu Alif, według danych szacunkowych na rok 2009 liczyła 1857 mieszkańców.